# LNT Musik
LNT Musik, également abrégé LNT est un groupe de hip-hop et musique électronique français.
LNT Musik est actuellement[évasif] signé chez What a Publishing, société d’édition de David Guetta et Jean-Charles Carré.

## Biographie
LNT Musik est formé en 2011 par les compositeurs de musique et réalisateurs artistique Ludovic Carquet (né le 21 décembre 1988 à Obernai), et Therry Marie-Louise (né le 2 décembre 1985 à Villeneuve-Saint-Georges).
Ludovic Carquet sort ses premières productions en 2008 sous le pseudonyme NAEL. Remarqué par le DJ Producteur Antoine Clamaran, il quitte Strasbourg pour Paris et signe dans sa maison de disques, Pool E Music, en 2009 puis rejoint l'équipe de David Guetta au sein du label What a Music en 2011. Therry Marie-Louise, de son côté, évolue dans la mode et travaille notamment dans le studio parisien Pin-Up en tant qu’assistant photographe. Ludovic et Therry se rencontrent en 2011 à travers leur cercle d’amis et commencent à travailler ensemble en studio. Ils concrétisent leur premier projet quelques mois plus tard avec le remix du titre Without You de David Guetta feat Usher qu’ils signent chez EMI Music et F*** Me I'm Famous Records. Cette collaboration est à l'origine de la création de LNT Musik.
En 2013, alors que le rappeur français Soprano travaille sur son quatrième album studio, Cosmopolitanie (Parlophone / Warner Music France), il fait appel aux deux producteurs qui lui composent et réalisent 3 chansons : Fresh Prince, Le Pain et Luna. Le titre Fresh Prince est exploité en tant que single dès la sortie de l’album en octobre 2014 et est l’un des plus gros succès de l’année 2015 en France. Il se classe numéro 1 des ventes iTunes et numéro 1 des clubs pendant plusieurs semaines consécutives (Club 40 Yacast du 13 février au 6 mars 2015). L'album est certifié disque de platine un mois après sa sortie et disque de diamant pour plus de 500 000 exemplaires vendus le 31 octobre 2016.
Courant 2015, ils co-composent et réalisent le premier single Si j’étais son soleil (Columbia / Sony Music) de l’artiste Canadien Olivier Dion qui sera d’Artagnan dans la comédie musicale Les Trois Mousquetaires. Le titre rencontre un franc succès et rentre en rotation sur la majorité des radios francophones. En novembre 2015, ils co-composent les chansons Ma Terre, « Nos larmes » et J’attends sur le 1er album studio Le Bruit de l'aube (Mercury France / Universal Music) de Lilian Renaud, vainqueur de The Voice, la plus belle voix. L’album est certifié disque de platine le 23 décembre 2015. La même année, le duo figure aux crédits de l’album-hommage Balavoine(s) (Capitol Music France / Universal Music) pour la co-réalisation de la reprise par l’artiste Zaho du titre Sauver l’amour de Daniel Balavoine. L’album se classe 2e des ventes lors de sa sortie, place qu'il occupera pendant plusieurs semaines consécutives.
En 2016, LNT est en studio pour la préparation des albums de Zaho, Tal et Céline Dion. Ils co-composent et co-réalisent le premier single de Zaho Laissez-les Kouma en duo avec la révélation rap de l’année 2016 MHD sortie le 28 juin et certifié single d'or le 7 novembre 2016. Il se classe numéro 1 des clubs pendant plusieurs semaines consécutives (Club 40 Yacast du 9 septembre au 22 octobre 2016). Le duo est aussi présent aux crédits des chansons Ma faille, Tu sauras et À vous de l’album Encore un soir de Céline Dion sortie le 26 août 2016. L’album signe le deuxième meilleur démarrage de l’année avec 216 000 exemplaires vendus lors de sa première semaine d’exploitation. « Encore Un Soir » se classe numéro 1 des ventes d’album en France, au Canada, en Belgique et en Suisse pendant plusieurs semaines consécutives. LNT co-compose et co-réalise 11 titres sur l’album éponyme de la chanteuse TAL sortie le 28 octobre 2016, certifié disque de platine le 20 janvier 2017. Le premier single extrait de l'album Tal Are We Awake est co-composé et co-réalisé par LNT Musik, certifié single d'or le 6 janvier 2017, est l'un des titres les plus diffusés en radio durant l'été 2016. Il est suivi du single Le temps qu’il faut, certifié single d'or le 11 août 2017.

## Discographie
- 2011 : David Guetta Feat. Usher - Without You (LNT Remix), F*** Me I’m Famous Records / EMI Music
- 2014 : Soprano - Fresh Prince (Cosmopolitanie), Parlophone / Warner Music France
- 2014 : Soprano - Le Pain (Cosmopolitanie), Parlophone / Warner Music France,
- 2014 : Soprano - Luna (Cosmopolitanie), Parlophone / Warner Music France
- 2015 : Olivier Dion - Si j’étais son soleil (single), Columbia France / Sony Music
- 2015 : Lilian Renaud - Ma Terre (Le Bruit de l'aube), Mercury France / Universal Music
- 2015 : Lilian Renaud -  Nos larmes (Le Bruit de l'aube), Mercury France / Universal Music
- 2015 : Lilian Renaud -  J’attends (Le Bruit de l'aube), Mercury France / Universal Music
- 2016 : Zaho - Sauver l’amour (Balavoine(s)), Capitol Music France / Universal Music,
- 2016 : Zaho - Laissez-les Kouma feat. MHD (single), Parlophone / Warner Music France
- 2016 : Céline Dion - Ma faille (Encore un soir), Columbia / Sony Music
- 2016 : Céline Dion -  Tu sauras (Encore un soir), Columbia / Sony Music
- 2016 : Céline Dion - À vous (Encore un soir), Columbia / Sony Music
- 2016 : Tal - Are We Awake (single), Warner Music France,
- 2016 : Tal - Le Temps qu'il faut (single), Warner Music France
- 2016 : Tal - City Of Love, Warner Music France
- 2016 : Tal - Ma famille feat. Fetty Wap, Warner Music France
- 2016 : Tal - Des fleurs et des flammes, Warner Music France
- 2016 : Tal - Out Of Stress, Warner Music France
- 2016 : Tal - La Paix, Warner Music France
- 2016 : Tal - Back In Time, Warner Music France
- 2016 : Tal - Le Guitariste, Warner Music France
- 2016 : Tal - Cri du cœur, Warner Music France
- 2016 : Tal - Mother Nature, Warner Music France
- 2017 : Zaho - Te Amo
- 2017 : Zaho - Leilo
- 2017 : Zaho - On fait semblant
- 2017 : Sônge - Now (LNT Remix)

## Certifications
- Lilian Renaud - Le Bruit de l’aube : Disque de platine certifié SNEP le 23 décembre 2015 pour + de 100 000 exemplaires vendus.
- Soprano - Cosmopolitanie : Disque de diamant certifié SNEP le 31 octobre 2016 pour + de 500 000 exemplaires vendus.
- Céline Dion - Encore un soir : Disque de diamant certifié SNEP le 11 novembre 2016 pour + de 500 000 exemplaires vendus.
- Tal - Tal : Disque de platine certifié SNEP le 20 février 2017 pour + de 100 000 exemplaires vendus.
- Zaho - Laissez les kouma : Single Platine certifié SNEP le 19 mai 2017 pour + de 20 millions de ventes cumulées (ventes + streaming).
- Tal - Are We Awake : Single d’or certifié SNEP le 6 janvier 2017 pour + de 10 millions de ventes cumulées (ventes + streaming).
- Tal - Le temps qu'il faut : Single d’or certifié SNEP le 11 août 2017 pour + de 10 millions de ventes cumulées (ventes + streaming).